# 限田法
限田法，中国古代限制私人占有土地。从汉朝开始历代常常以限制占田数量来抑制土地兼并。
汉武帝时，董仲舒提出“限民名田”，没有被采纳，绥和二年（前7年），汉哀帝听取大司空师丹和丞相孔光的意见，下诏限田。规定贵族和官吏、平民地主占田不能超过三十顷，占有奴婢分别为二百人、一百人、三十人。因为贵族、权臣反对，没有实行。这是历史上第一次发布限田令。后代各个王朝在土地兼并严重时，也往往下诏限田，但都不能贯彻始终。